# Eliseu Visconti
Eliseo D'Angelo, conhecido como Eliseu Visconti (Giffoni Valle Piana, 30 de julho de 1866 — Rio de Janeiro, 15 de outubro de 1944), foi um pintor, desenhista e designer ítalo-brasileiro ativo entre os séculos XIX e XX. É considerado um dos mais importantes artistas brasileiros do período e o mais expressivo representante da pintura impressionista no Brasil.

## Biografia
Eliseo D'Angelo, filho de Gabriele D'Angelo e Cristina Visconti, nasceu na comuna de Giffoni Valle Piana, província de Salerno, na região italiana da Campânia. Emigra em 1873 com sua irmã Marianella para o Brasil, indo diretamente para a fazenda de propriedade de Luís de Sousa Breves, o barão de Guararema, em Além Paraíba. A profunda afeição da baronesa pelo pequeno Eliseu coloca-o ainda jovem estudando no Rio de Janeiro. Após um frustrado início na música, ingressa em 1882 no Liceu de Artes e Ofícios. Três anos depois, sem abandonar o Liceu, matricula-se na Academia Imperial de Belas Artes, tendo como professores Zeferino da Costa, Rodolfo Amoedo, Henrique Bernardelli, Victor Meirelles e José Maria de Medeiros.

### Prêmio de viagem ao estrangeiro

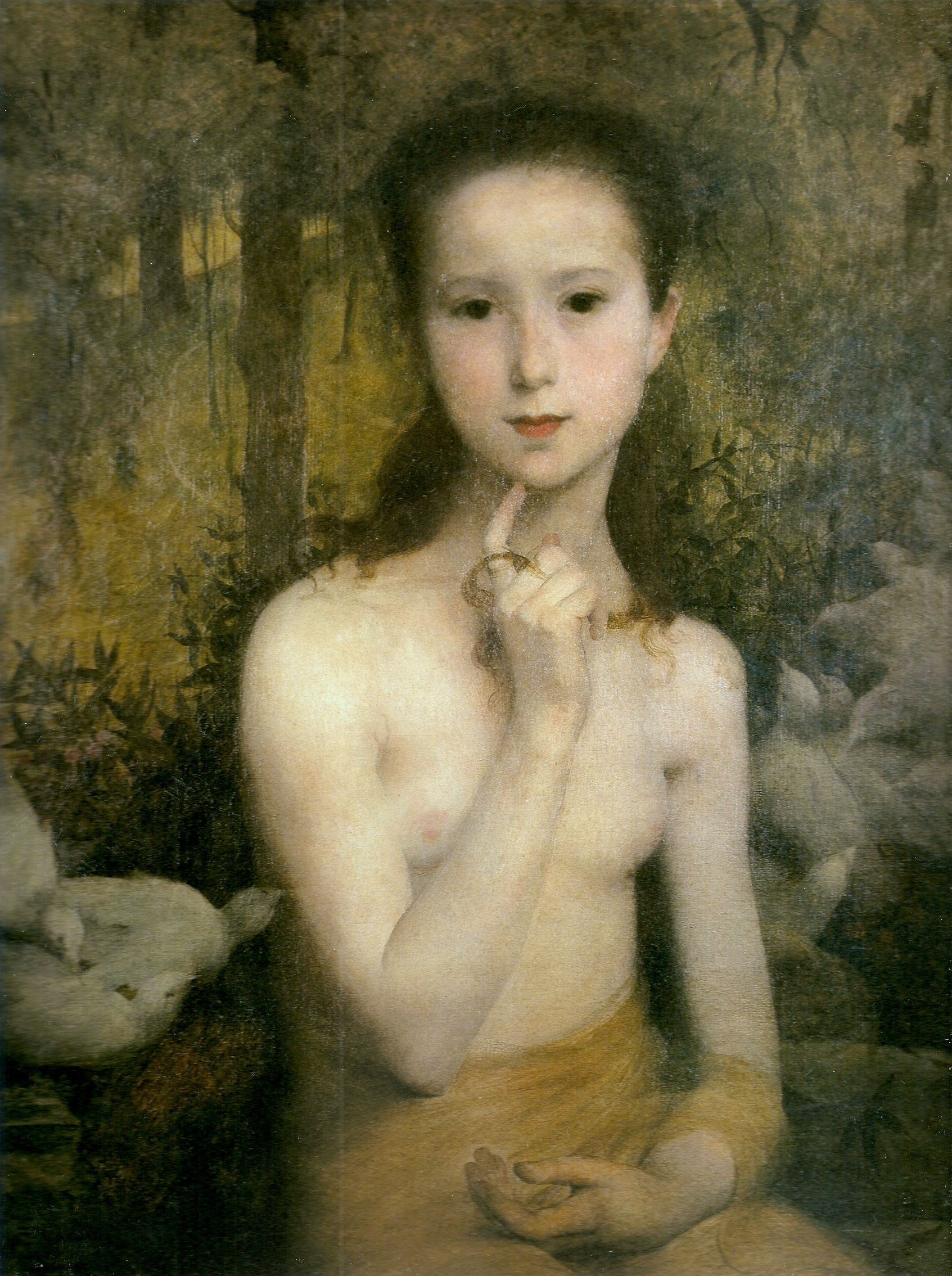
Gioventù (65 × 49 cm), óleo sobre tela, 1898. Acervo do Museu Nacional de Belas Artes, Rio de Janeiro.

Em 1890, Eliseu Visconti acompanha o grupo dos "modernos", formado por professores e alunos que se rebelam contra as normas de ensino e abandonam a Academia de Belas Artes para fundar o "Ateliê Livre". Aprovadas as reformas pelo governo republicano, a Academia transforma-se na Escola Nacional de Belas Artes. Visconti volta a frequentá-la e, após um concurso, recebe em 1892 o primeiro prêmio de viagem ao exterior concedido pela governo republicano, viajando no ano seguinte para a França. Aprovado no processo de admissão da École nationale supérieure des beaux-arts, abandona essa conservadora escola ainda em 1894 e inscreve-se na École normale d'enseignement du dessin (École Guérin), onde foi aluno de Eugène Samuel Grasset, considerado uma das mais destacadas expressões do Art nouveau. Frequenta também a Academia Julian, tendo como mestres Bouguereau e Ferrier. De temperamento inquieto e espírito aberto às inovações, Visconti mostra, em importantes trabalhos do período de sua formação na França e na América do Sul, influências dos movimentos simbolista, impressionista e Art nouveau. Viaja a Madri para cumprimento de suas tarefas de bolsista, onde realiza cópias de Diego Velázquez, absorvendo soluções para os efeitos de reflexão da luz natural, mais tarde utilizadas em alguns de seus trabalhos. Na capital francesa, expõe consecutivamente nos salões de arte e, após receber Medalha de Prata na Exposição Universal de 1900 por suas obras Oréadas e Gioventù, Visconti regressa ao Brasil. Naquele momento, não foi possível trazer consigo a jovem francesa Louise Palombe, companheira desde 1898 e com quem Visconti ficaria casado pelo resto de sua vida. Louise Visconti se tornaria uma figura marcante e inspiradora da obra de Visconti.

### Primeira exposição

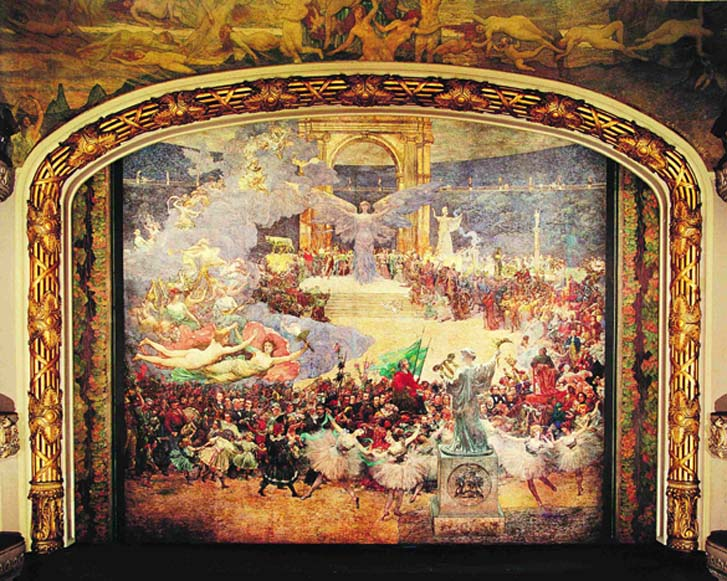
A Influência das Artes sobre a Civilização, pano de boca do Theatro Municipal do Rio de Janeiro.

Em 1901, Visconti organiza sua primeira exposição individual na Escola Nacional de Belas Artes, no Rio de Janeiro. Além das telas a óleo trazidas da França, expõe os trabalhos de design, resultado de seu aprendizado com Grasset. Em 1903, leva sua exposição a São Paulo e participa com 16 projetos do concurso de selos postais organizado pela Casa da Moeda. Os projetos de Visconti, com forte influência do art nouveau, vencem o concurso e são publicados com elogios no Brasil e no exterior, inclusive na revista francesa “L’Illustration”. Mas os selos de Visconti jamais seriam impressos, o que causou grande mágoa ao artista. A pioneira incursão de Visconti pelo design incluiu ainda cartazes, cerâmicas, tecidos, papéis de parede, vitrais e luminárias.

### Decorador do Teatro Municipal do Rio de Janeiro

Eliseu Visconti pintando o pano de boca do Theatro Municipal do Rio de Janeiro, 1907.

Aquela primeira exposição de Visconti, que teve boa acolhida apenas entre críticos da época, como Gonzaga Duque, seria em parte responsável pelo convite que lhe fez o prefeito Pereira Passos para executar os trabalhos de decoração do Teatro Municipal do Rio de Janeiro, realizados em Paris, em duas etapas. Entre 1905 e 1908 Eliseu Visconti executa o pano de boca, o plafond (teto sobre a plateia) e o friso sobre o palco (proscênio). E entre 1913 e 1916, pinta os painéis do foyer do Theatro, considerados uma obra prima da pintura decorativista no Brasil. Durante esses períodos de permanência na França, no início do século XX, Visconti assimila definitivamente as lições do impressionismo, incorporadas essencialmente às paisagens de Saint Hubert, vilarejo na região de Île-de-France, onde residia a família de Louise.

### Professor

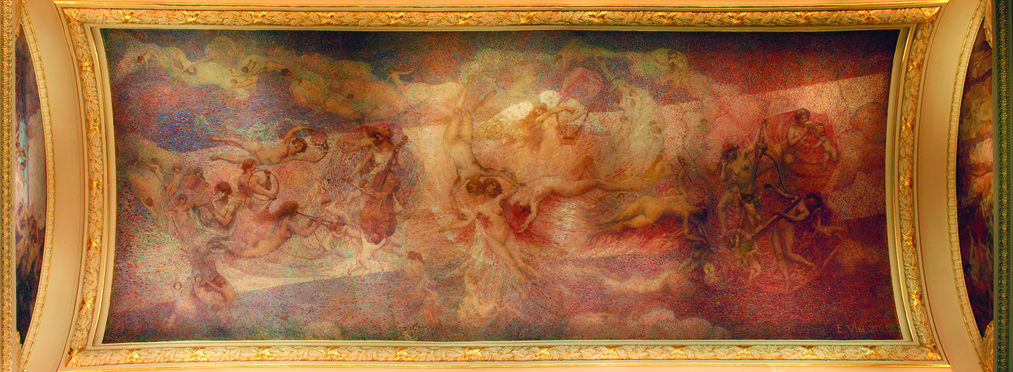
A Música (7 × 16 cm), painel central do foyer do Theatro Municipal do Rio de Janeiro, 1916.

Em junho de 1906, Visconti foi eleito para substituir Henrique Bernardelli na primeira cadeira de Pintura da antiga Escola Nacional de Belas Artes, cargo que só veio a assumir no ano seguinte, e no qual permaneceu até 1913, quando pediu exoneração para retornar à Europa e realizar a decoração do foyer do Theatro Municipal do Rio de Janeiro. Entre seus discípulos podem ser destacados Henrique Cavalleiro, Marques Júnior, Raimundo Cela, Isolina Machado, Agenor de Barros, João Batista Bordon e Oscar Boeira, entre outros artistas que se afirmariam na cena artística carioca dos anos 1920.

## Impressionismo

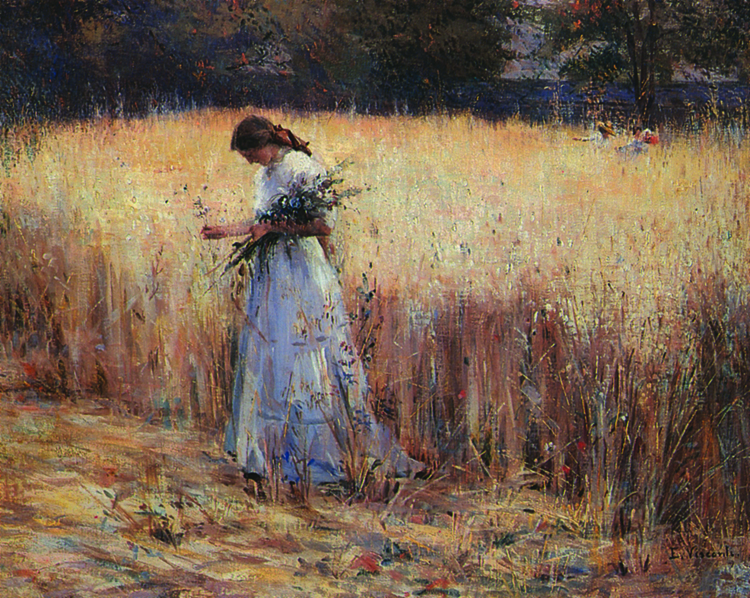
Moça no Trigal (c. 1916)

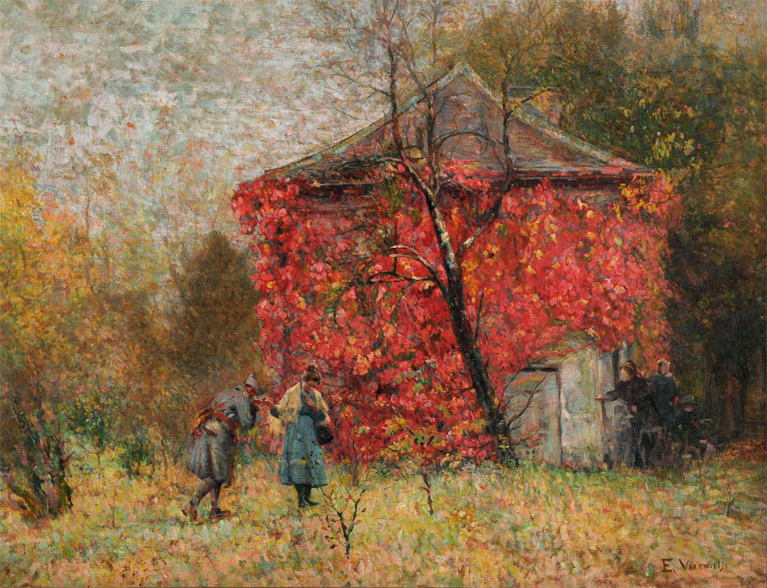
Volta às Trincheiras (c. 1917)

Após sua volta definitiva ao Brasil, em 1920, outra luminosidade e outras cores exerceriam influência sobre ele, levando-o a criar um impressionismo próprio, retratado em suas paisagens de Teresópolis, cheias de atmosfera luminosa e transparente, de radiosa vibração tropical. Para Mário Pedrosa, com as paisagens de Saint Hubert e de Teresópolis, Visconti é o inaugurador da pintura brasileira, o seu marco divisório. E complementa Mário Pedrosa: Nasce uma nova paisagem na pintura do Brasil {...}. Foi pena que o movimento moderno brasileiro, no seu início, não tivesse tido contato com Visconti. Os seus precursores teriam tido muito que aprender com o velho artista, mais experimentado, senhor da técnica da luz, aprendido diretamente na escola do neoimpressionismo.

### Outras decorações e medalha de honra

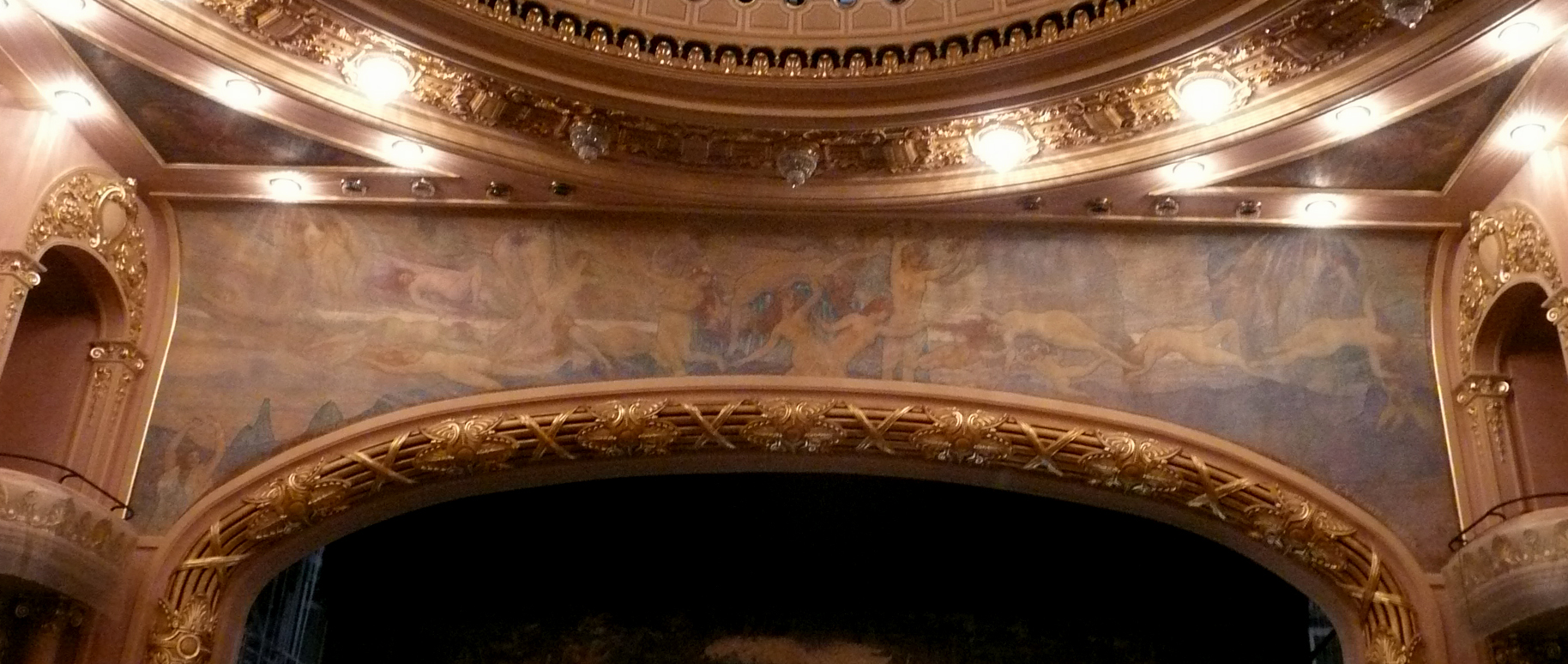
Friso sobre o proscênio do Theatro Municipal do Rio de Janeiro, 1936.

Após 1920, a fluência nas diversas técnicas e a maestria com que administra o uso das cores associado aos efeitos de luz tornam-se uma característica das telas de Visconti.  Participa do processo de contínua modernização urbana da cidade do Rio de Janeiro, executando importantes decorações para a Biblioteca Nacional, para o Palácio Tiradentes e para o Palácio Pedro Ernesto.
Em 1922, é agraciado com a Medalha de Honra na Exposição Internacional do Centenário da Independência. Acompanha com interesse os acontecimentos da Semana de Arte Moderna, para a qual não foi convidado. Pietro Maria Bardi comentaria: "Esqueceram o único realmente moderno de sua época, que era Visconti".
Realiza na Galeria Jorge, em 1926, nova exposição de design, reapresentando os trabalhos antigos e expondo agora os selos postais premiados em 1904, bem como o ex-libris e o emblema da Biblioteca Nacional. 

### De volta ao Teatro Municipal

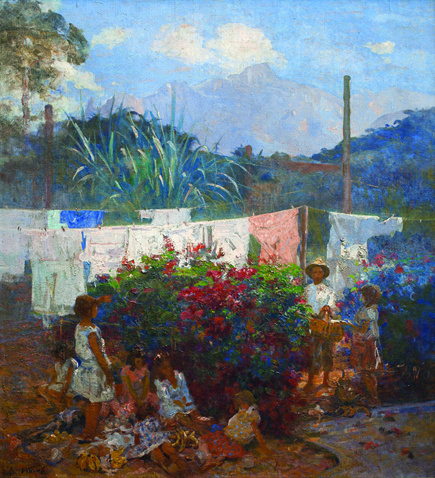
O Batismo da Boneca (94 × 87 cm), óleo sobre tela, c. 1933.

O alargamento do palco do Teatro Municipal do Rio de Janeiro, em meados da década de 1930, iria proporcionar a Visconti um retorno às emoções da mocidade. O artista executa um novo friso sobre a boca de cena (friso sobre o proscênio), em perfeita harmonia com as demais decorações. Em 2008, durante a reforma do Theatro Municipal para a festa do seu centenário, foi encontrado por acaso o proscênio primitivo. Ao contrário do que se imaginava, o proscênio primitivo, escondido há mais de setenta anos, foi preservado, afastado do atual e em bom estado de conservação. No mesmo período em que executa o novo friso, entre 1934 e 1936, Visconti leciona no curso de extensão universitária de artes decorativas da Escola Politécnica do Rio de Janeiro.

## Visconti designer

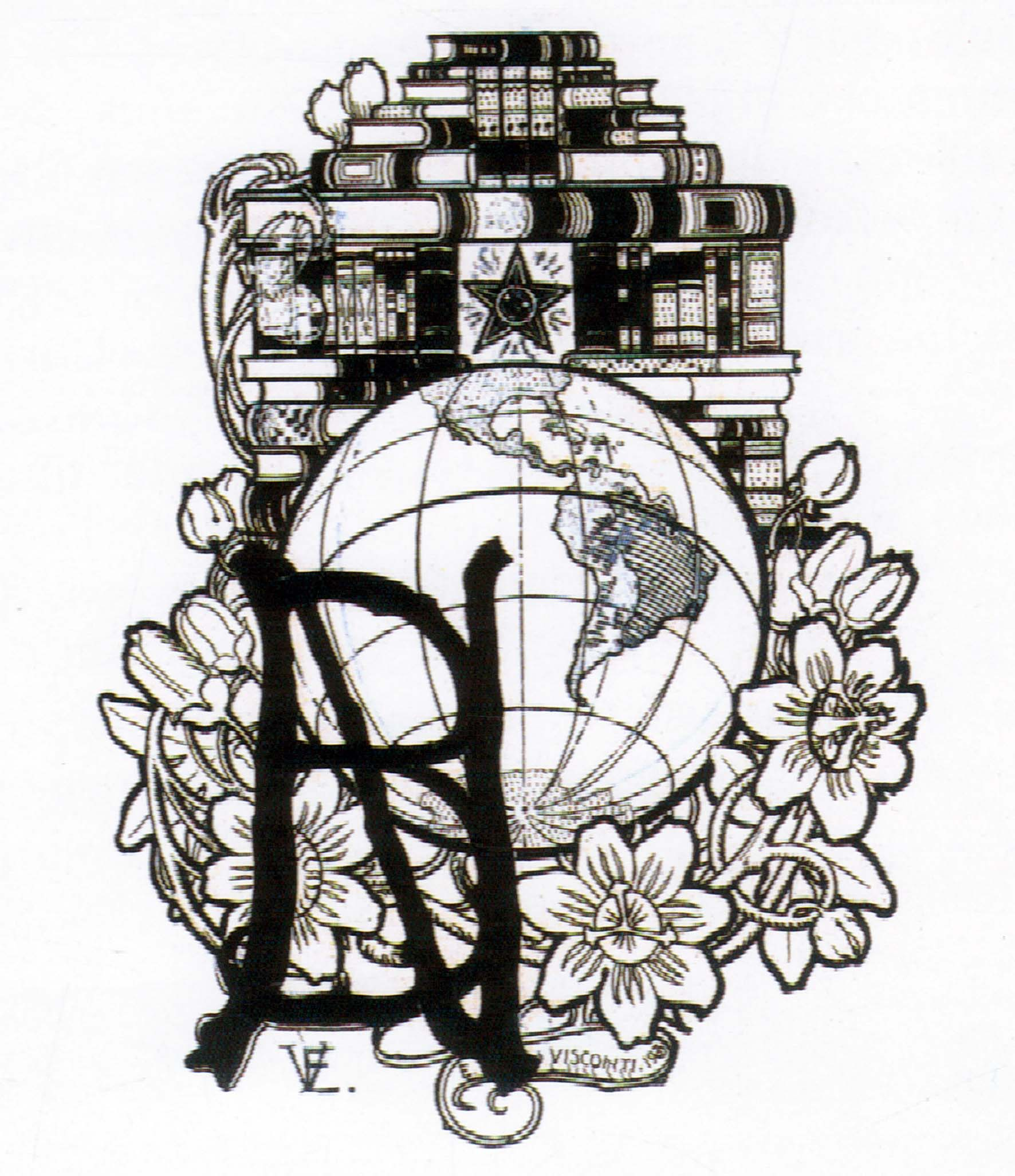
Emblema da Biblioteca Nacional do Brasil executado por Eliseu Visconti em 1903.

No Brasil, Eliseu Visconti foi quem trilhou os primeiros passos do desenho aplicado às indústrias e às artes gráficas, atividades hoje que se inserem na denominação "design". Paralelamente à sua produtiva e louvada carreira como pintor, Visconti produziu selos, cartazes, projetos de pratos e de jarros para serem executados em cerâmica, vitrais, marchetaria, luminárias, ex-libris, estamparia de tecidos e papel de parede, dando os primeiros passos para o surgimento de uma profissão décadas mais tarde — o designer.

## Morte

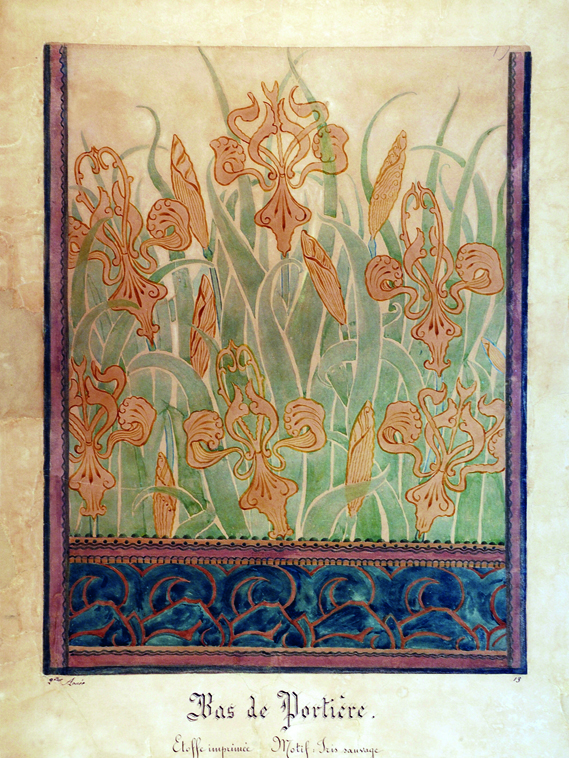
Bas de portière – Iris selvagens (61 × 47 cm), estudo para tecido, guache sobre papel, c. 1901. Acervo do Museu Nacional de Belas Artes, Rio de Janeiro.

Trabalhador incansável e artista de vanguarda, Visconti produziu obra de valor universal, utilizando como instrumental, ao longo de suas diversas fases, técnicas e influências naturalistas, renascentistas, realistas, pontilhistas, impressionistas e neorrealistas. Prosseguiria Eliseu Visconti na busca incansável pelo novo, evoluindo em sua técnica e desconhecendo estágios de decadência.  Entretanto, três meses após ser golpeado na cabeça em um assalto ao seu ateliê, falece o artista em 15 de outubro de 1944, aos 78 anos de idade. A atualidade de Visconti permanece, retratada em obras com tal grau de versatilidade que, se o colocaram como o mais expressivo representante do impressionismo e como pioneiro do nosso design, revelam sua capital importância dentre os artistas que anteciparam a modernização da arte brasileira.

## Projeto Eliseu Visconti
Iniciado em 2004 com a construção do site oficial do pintor, o Projeto Eliseu Visconti foi criado por Tobias Stourdzé Visconti, neto do artista, com o objetivo de preservar e divulgar a memória da vida e da obra do pintor Eliseu Visconti, além de responsabilizar-se pela guarda e organização de todo acervo documental sobre sua obra. Dentre as diversas atividades cumpridas pelo Projeto, destacam-se a realização de sete exposições sobre a obra de Visconti, a restauração das pinturas de Visconti no Theatro Municipal do Rio de Janeiro, a publicação do livro sobre a vida e a obra do artista e o lançamento do Catálogo raisonné de Eliseu Visconti.